# ویتلی هایتس (نیویورک)
ویتلی هایتس (به انگلیسی: Wheatley Heights) یک منطقهٔ مسکونی در ایالات متحده آمریکا است که در شهرستان سافک، نیویورک واقع شده‌است. ویتلی هایتس ۳٫۵ کیلومتر مربع مساحت و ۵٬۱۳۰ نفر جمعیت دارد و ۳۱ متر بالاتر از سطح دریا واقع شده‌است.